# قائمة الاحتلالات العسكرية
تسرد هذه المقالة قائمة بالاحتلالات العسكرية. تدرج في هذه المقالة فقط الاحتلالات العسكرية منذ توضيح واستكمال القوانين العرفية للاحتلال العسكري العدواني لأول مرة بواسطة اتفاقية لاهاي لعام 1907.
الاحتلال العسكري و هو سيطرة فعلية مؤقتة لدولة معينة على أرض لا تخضع لسيادة رسمية لذلك الكيان، رغماً عن إرادة صاحب السيادة الفعلية. يُميز الاحتلال العسكري عن الضم بحكم طبيعته المؤقتة المقصودة (أي لا مطالب بفرض سيادة دائمة)، الطبيعة العسكرية وكذلك حقوق المواطنة للسلطة المسيطرة حيث لا يتم منحها للسكان المغلوب على أمرهم.

## احتلالات عسكرية سابقة
| الأرض المحتلة                        | من   | إلى  | الدولة المحتلة              | دولة الاحتلال                                              | النزاع                                                 |
| ------------------------------------ | ---- | ---- | --------------------------- | ---------------------------------------------------------- | ------------------------------------------------------ |
| ألبانيا                              | 1912 | 1913 | ألبانيا                     | صربيا                                                      | حروب البلقان                                           |
| نيكاراغوا                            | 1912 | 1933 | نيكاراغوا                   | الولايات المتحدة                                           | احتلال الولايات المتحدة لنيكاراغوا                     |
| ألبانيا                              | 1914 | 1918 | ألبانيا                     | النمسا-المجر                                               | الحرب العالمية الأولى                                  |
| غاليسيا الشرقية                      | 1914 | 1918 | النمسا-المجر                | الإمبراطورية الروسية                                       | الحرب العالمية الأولى                                  |
| بلجيكا                               | 1914 | 1918 | بلجيكا                      | الإمبراطورية الألمانية                                     | الحرب العالمية الأولى                                  |
| شمال شرقي فرنسا                      | 1914 | 1918 | فرنسا                       | الإمبراطورية الألمانية                                     | الحرب العالمية الأولى                                  |
| لوكسمبورغ                            | 1914 | 1918 | لوكسمبورغ                   | الإمبراطورية الألمانية                                     | الحرب العالمية الأولى                                  |
| فيراكروز                             | 1914 | 1914 | المكسيك                     | الولايات المتحدة                                           | احتلال الولايات المتحدة لفيراكروز                      |
| الجبل الأسود                         | 1914 | 1918 | الجبل الأسود                | النمسا-المجر                                               | الحرب العالمية الأولى                                  |
| لوبلين                               | 1914 | 1918 | الإمبراطورية الروسية        | النمسا-المجر                                               | الحرب العالمية الأولى                                  |
| أجزاء من روسيا                       | 1914 | 1919 | الإمبراطورية الروسية        | الإمبراطورية الألمانية                                     | الحرب العالمية الأولى                                  |
| صربيا                                | 1914 | 1918 | صربيا                       | النمسا-المجر                                               | الحرب العالمية الأولى                                  |
| ألبانيا                              | 1915 | 1917 | ألبانيا                     | بلغاريا                                                    | الحرب العالمية الأولى                                  |
| جنوب غرب أفريقيا الألمانية           | 1915 | 1994 | الإمبراطورية الألمانية      | جنوب أفريقيا                                               | الحرب العالمية الأولى                                  |
| ناميبيا                              | 1915 | 1994 | الإمبراطورية الألمانية      | جنوب أفريقيا                                               | الحرب العالمية الأولى                                  |
| هايتي                                | 1915 | 1934 | هايتي                       | الولايات المتحدة                                           | احتلال الولايات المتحدة لهايتي                         |
| جمهورية الدومينيكان                  | 1916 | 1924 | جمهورية الدومينيكان         | الولايات المتحدة                                           | احتلال الولايات المتحدة لجمهورية الدومينيكان (1916–24) |
| كوبا                                 | 1917 | 1922 | كوبا                        | الولايات المتحدة                                           | تدخل السكر                                             |
| شمال شرقي إيطاليا                    | 1917 | 1918 | إيطاليا                     | النمسا-المجر                                               | الحرب العالمية الأولى                                  |
| أجزاء من تركيا                       | 1919 | 1922 | الدولة العثمانية            | فرنسا                                                      | الحرب العالمية الأولى                                  |
| أجزاء من تركيا                       | 1919 | 1922 | الدولة العثمانية            | اليونان                                                    | الحرب العالمية الأولى                                  |
| أجزاء من تركيا                       | 1919 | 1922 | الدولة العثمانية            | إيطاليا                                                    | الحرب العالمية الأولى                                  |
| أجزاء من تركيا                       | 1919 | 1922 | الدولة العثمانية            | المملكة المتحدة                                            | الحرب العالمية الأولى                                  |
| رور                                  | 1923 | 1924 | جمهورية فايمار              | بلجيكا · فرنسا                                             | احتلال الرور                                           |
| منشوريا                              | 1931 | 1945 | الصين                       | اليابان                                                    | الغزو الياباني لمنشوريا                                |
| إثيوبيا                              | 1935 | 1941 | إثيوبيا                     | إيطاليا                                                    | الحرب الإيطالية الإثيوبية الثانية                      |
| أجزاء من الصين                       | 1937 | 1945 | جمهورية الصين               | اليابان                                                    | الحرب العالمية الثانية                                 |
| شانغهاي                              | 1937 | 1945 | جمهورية الصين               | اليابان                                                    | الحرب العالمية الثانية                                 |
| تشيكوسلوفاكيا                        | 1938 | 1945 | تشيكوسلوفاكيا               | ألمانيا النازية                                            | الاحتلال الألماني لتشيكوسلوفاكيا                       |
| ألبانيا                              | 1939 | 1945 | ألبانيا                     | إيطاليا                                                    |                                                        |
| أوكرانيا الكارباتية                  | 1939 | 1944 | تشيكوسلوفاكيا               | المجر                                                      |                                                        |
| فنلندا                               | 1939 | 1940 | فنلندا                      | الاتحاد السوفيتي                                           | حرب الشتاء                                             |
| بولندا                               | 1939 | 1945 | بولندا                      | ألمانيا النازية                                            | الحرب العالمية الثانية                                 |
| شرقي بولندا                          | 1939 | 1941 | بولندا                      | الاتحاد السوفيتي                                           | الحرب العالمية الثانية                                 |
| بلجيكا                               | 1940 | 1945 | بلجيكا                      | ألمانيا النازية                                            | الحرب العالمية الثانية                                 |
| الدنمارك                             | 1940 | 1945 | الدنمارك                    | ألمانيا النازية                                            | الحرب العالمية الثانية                                 |
| جزر فارو                             | 1940 | 1945 | الدنمارك                    | المملكة المتحدة                                            | الحرب العالمية الثانية                                 |
| آيسلندا                              | 1940 | 1945 | الدنمارك                    | المملكة المتحدة                                            | الحرب العالمية الثانية                                 |
| آيسلندا                              | 1940 | 1945 | آيسلندا                     | الولايات المتحدة                                           | الحرب العالمية الثانية                                 |
| إستونيا                              | 1940 | 1941 | إستونيا                     | الاتحاد السوفيتي                                           | الحرب العالمية الثانية                                 |
| شمالي فرنسا                          | 1940 | 1944 | فرنسا                       | ألمانيا النازية                                            | الحرب العالمية الثانية                                 |
| جنوب شرقي فرنسا                      | 1940 | 1943 | فرنسا                       | إيطاليا                                                    | الحرب العالمية الثانية                                 |
| فيتنام                               | 1940 | 1945 | فرنسا                       | اليابان                                                    | الحرب العالمية الثانية                                 |
| لاتفيا                               | 1940 | 1941 | لاتفيا                      | الاتحاد السوفيتي                                           | الحرب العالمية الثانية                                 |
| ليتوانيا                             | 1940 | 1941 | ليتوانيا                    | الاتحاد السوفيتي                                           | الحرب العالمية الثانية                                 |
| لوكسمبورغ                            | 1940 | 1945 | لوكسمبورغ                   | ألمانيا النازية                                            | الحرب العالمية الثانية                                 |
| هولندا                               | 1940 | 1945 | هولندا                      | ألمانيا النازية                                            | الحرب العالمية الثانية                                 |
| النرويج                              | 1940 | 1945 | النرويج                     | ألمانيا النازية                                            | الحرب العالمية الثانية                                 |
| بيسارابيا وبوكوفينا الشمالية         | 1940 | 1941 | رومانيا                     | الاتحاد السوفيتي                                           | الحرب العالمية الثانية                                 |
| جزر القنال                           | 1940 | 1944 | المملكة المتحدة             | ألمانيا النازية                                            | الحرب العالمية الثانية                                 |
| كمبوديا                              | 1941 | 1945 | فرنسا                       | اليابان                                                    | الحرب العالمية الثانية                                 |
| اليونان                              | 1941 | 1944 | اليونان                     | بلغاريا                                                    | الحرب العالمية الثانية                                 |
| اليونان                              | 1941 | 1944 | اليونان                     | إيطاليا                                                    | الحرب العالمية الثانية                                 |
| اليونان                              | 1941 | 1944 | اليونان                     | ألمانيا النازية                                            | الحرب العالمية الثانية                                 |
| إيران                                | 1941 | 1946 | إيران                       | الحلفاء                                                    | الحرب العالمية الثانية                                 |
| روسيا البيضاء                        | 1941 | 1944 | الاتحاد السوفيتي            | ألمانيا النازية                                            | الحرب العالمية الثانية                                 |
| إستونيا                              | 1941 | 1944 | الاتحاد السوفيتي            | ألمانيا النازية                                            | الحرب العالمية الثانية                                 |
| إستونيا                              | 1941 | 1944 | إستونيا                     | ألمانيا النازية                                            | الحرب العالمية الثانية                                 |
| لاتفيا                               | 1941 | 1944 | الاتحاد السوفيتي            | ألمانيا النازية                                            | الحرب العالمية الثانية                                 |
| لاتفيا                               | 1941 | 1944 | لاتفيا                      | ألمانيا النازية                                            | الحرب العالمية الثانية                                 |
| ليتوانيا                             | 1941 | 1944 | الاتحاد السوفيتي            | ألمانيا النازية                                            | الحرب العالمية الثانية                                 |
| ليتوانيا                             | 1941 | 1944 | ليتوانيا                    | ألمانيا النازية                                            | الحرب العالمية الثانية                                 |
| أجزاء من الاتحاد السوفيتي            | 1941 | 1944 | الاتحاد السوفيتي            | فنلندا                                                     | حرب الاستمرار                                          |
| أجزاء من الاتحاد السوفيتي            | 1941 | 1944 | الاتحاد السوفيتي            | رومانيا                                                    | الحرب العالمية الثانية                                 |
| بورنيو البريطانية                    | 1941 | 1945 | المملكة المتحدة             | اليابان                                                    | الحرب العالمية الثانية                                 |
| هونغ كونغ                            | 1941 | 1945 | المملكة المتحدة             | اليابان                                                    | الحرب العالمية الثانية                                 |
| مالايا                               | 1941 | 1945 | المملكة المتحدة             | اليابان                                                    | الحرب العالمية الثانية                                 |
| يوغوسلافيا                           | 1941 | 1945 | يوغوسلافيا                  | بلغاريا                                                    | الحرب العالمية الثانية                                 |
| يوغوسلافيا                           | 1941 | 1945 | يوغوسلافيا                  | المجر                                                      | الحرب العالمية الثانية                                 |
| يوغوسلافيا                           | 1941 | 1945 | يوغوسلافيا                  | إيطاليا                                                    | الحرب العالمية الثانية                                 |
| يوغوسلافيا                           | 1941 | 1945 | يوغوسلافيا                  | ألمانيا النازية                                            | الحرب العالمية الثانية                                 |
| غينيا الجديدة                        | 1942 | 1945 | أستراليا                    | اليابان                                                    | الحرب العالمية الثانية                                 |
| الهند الشرقية الهولندية (إندونيسيا)  | 1942 | 1945 | هولندا                      | اليابان                                                    | الحرب العالمية الثانية                                 |
| الفلبين                              | 1942 | 1945 | كومنولث الفلبين             | اليابان                                                    | الحرب العالمية الثانية                                 |
| بورما (ميانمار)                      | 1942 | 1945 | المملكة المتحدة             | اليابان                                                    | الحرب العالمية الثانية                                 |
| سنغافورة                             | 1942 | 1945 | المملكة المتحدة             | اليابان                                                    | الحرب العالمية الثانية                                 |
| كيسكا                                | 1942 | 1943 | الولايات المتحدة            | اليابان                                                    | الحرب العالمية الثانية                                 |
| ليبيا                                | 1943 | 1951 | ليبيا                       | الحلفاء                                                    | الحرب العالمية الثانية                                 |
| إيطاليا                              | 1943 | 1945 | إيطاليا                     | ألمانيا النازية                                            | الحرب العالمية الثانية                                 |
| بلغاريا                              | 1944 | 1947 | بلغاريا                     | الاتحاد السوفيتي                                           | الحرب العالمية الثانية                                 |
| إستونيا                              | 1944 | 1991 | إستونيا                     | الاتحاد السوفيتي                                           | الحرب العالمية الثانية                                 |
| المجر                                | 1944 | 1945 | المجر                       | ألمانيا النازية                                            | الحرب العالمية الثانية                                 |
| لاتفيا                               | 1944 | 1991 | لاتفيا                      | الاتحاد السوفيتي                                           | الحرب العالمية الثانية                                 |
| ليتوانيا                             | 1944 | 1991 | ليتوانيا                    | الاتحاد السوفيتي                                           | الحرب العالمية الثانية                                 |
| رومانيا                              | 1944 | 1958 | رومانيا                     | الاتحاد السوفيتي                                           | الحرب العالمية الثانية                                 |
| النمسا                               | 1945 | 1955 | النمسا                      | مجلس تحكم الحلفاء                                          | الحرب العالمية الثانية                                 |
| تشيكوسلوفاكيا                        | 1945 | 1945 | تشيكوسلوفاكيا               | الاتحاد السوفيتي                                           | الحرب العالمية الثانية                                 |
| ألمانيا المحتلة من قبل الحلفاء       | 1945 | 1949 | ألمانيا                     | مجلس تحكم الحلفاء                                          | الحرب العالمية الثانية                                 |
| برلين                                | 1945 | 1990 | ألمانيا                     | مجلس تحكم الحلفاء                                          | الحرب العالمية الثانية                                 |
| المجر                                | 1945 | 1991 | المجر                       | الاتحاد السوفيتي                                           | الحرب العالمية الثانية                                 |
| شمالي إيران                          | 1945 | 1946 | إيران                       | الاتحاد السوفيتي                                           |                                                        |
| اليابان                              | 1945 | 1951 | اليابان                     | الحلفاء                                                    | الحرب العالمية الثانية                                 |
| تايوان                               | 1945 | 1952 | اليابان                     | جمهورية الصين                                              | الحرب العالمية الثانية                                 |
| كوريا                                | 1945 | 1948 | كوريا                       | الولايات المتحدة و الاتحاد السوفيتي                        | الحرب العالمية الثانية                                 |
| أجزاء من فيتنام                      | 1945 | 1946 | فيتنام                      | المملكة المتحدة                                            | الحرب العالمية الثانية                                 |
| قطاع غزة                             | 1948 | 1956 | 🇵🇸 فلسطين                   | مصر                                                        | حرب 1948                                               |
| الضفة الغربية                        | 1948 | 1967 | 🇵🇸 فلسطين                   | الأردن                                                     | الصراع العربي الإسرائيلي                               |
| سيناء                                | 1956 | 1956 | مصر                         | إسرائيل، المملكة المتحدة، و فرنسا                          | العدوان الثلاثي                                        |
| قطاع غزة                             | 1957 | 1967 |                             | مصر                                                        | الصراع العربي الإسرائيلي                               |
| لاوس                                 | 1959 | 1975 | لاوس                        | شمال فيتنام                                                | الغزو الفيتنامي الشمالي للاوس                          |
| جمهورية الدومينيكان                  | 1965 | 1966 | جمهورية الدومينيكان         | الولايات المتحدة ومنظمة الدول الأمريكية                    | الاحتلال الأمريكي لجمهورية الدومينيكان (1965–66)       |
| سيناء                                | 1967 | 1982 | مصر                         | إسرائيل                                                    | حرب 1967                                               |
| تشيكوسلوفاكيا                        | 1968 | 1968 | تشيكوسلوفاكيا               | حلف وارسو                                                  | غزو حلف وارسو لتشيكوسلوفاكيا                           |
| باكستان الشرقية                      | 1971 | 1971 | باكستان                     | الهند                                                      | الحرب الباكستانية الهندية عام 1971                     |
| تيمور الشرقية                        | 1975 | 1999 | تيمور الشرقية               | إندونيسيا                                                  | الاحتلال الإندونيسي لتيمور الشرقية                     |
| قطاع أوزو                            | 1976 | 1987 | تشاد                        | الجماهيرية العربية الليبية                                 | احتلال قطاع أوزو                                       |
| أجزاء من لبنان                       | 1976 | 2005 | لبنان                       | سوريا                                                      | الحرب الأهلية اللبنانية                                |
| أجزاء من أوغندا                      | 1978 | 1978 | أوغندا                      | تنزانيا                                                    | الحرب الأوغندية التنزانية                              |
| كمبوديا                              | 1979 | 1989 | كمبوديا                     | فيتنام                                                     | الحرب الفيتنامية الكمبودية                             |
| أجزاء من فيتنام                      | 1979 | 1979 | فيتنام                      | الصين                                                      | الحرب الصينية الفيتنامية                               |
| جزر فوكلاند                          | 1982 | 1982 | المملكة المتحدة             | الأرجنتين                                                  | احتلال جزر فوكلاند                                     |
| جنوب لبنان                           | 1982 | 2000 | لبنان                       | إسرائيل                                                    | حرب لبنان 1982                                         |
| شمالي سريلانكا                       | 1987 | 1990 | سريلانكا                    | الهند                                                      | الحرب الأهلية السريلانكية                              |
| المالديف                             | 1988 | 1988 | المالديف                    | الهند                                                      | انقلاب المالديف 1988                                   |
| بنما                                 | 1989 | 1990 | بنما                        | الولايات المتحدة                                           | الغزو الأمريكي لبنما                                   |
| الكويت                               | 1990 | 1991 | الكويت                      | العراق                                                     | غزو الكويت                                             |
| الخفجي                               | 1991 | 1991 | السعودية                    | العراق                                                     | حرب الخليج الثانية                                     |
| هايتي                                | 1994 | 1995 | هايتي                       | الولايات المتحدة، بولندا، و الأرجنتين                      | عملية الحفاظ على الديمقراطية                           |
| ليسوتو                               | 1998 | 1999 | ليسوتو                      | جنوب أفريقيا ومجموعة التنمية لأفريقيا الجنوبية             | عملية بولياس                                           |
| أجزاء من جمهورية الكونغو الديمقراطية | 1998 | 2002 | جمهورية الكونغو الديمقراطية | أوغندا، رواندا، زيمبابوي، أنغولا، ناميبيا، تشاد، و السودان | حرب الكونغو الثانية                                    |
| منطقة كارغيل                         | 1999 | 1999 | الهند                       | باكستان                                                    | حرب كارغيل                                             |
| العراق                               | 2003 | 2004 | العراق                      | سلطة الائتلاف المؤقتة                                      | غزو العراق                                             |
| أجزاء من الصومال                     | 2006 | 2009 | الصومال                     | إثيوبيا                                                    | الحرب في الصومال (2006–09)                             |
| غوري وبوتي                           | 2008 | 2008 | جورجيا                      | روسيا                                                      | الحرب الروسية الجورجية                                 |
| بيريفي                               | 2008 | 2010 | جورجيا                      | روسيا                                                      | الحرب الروسية الجورجية                                 |

## احتلالات عسكرية حالية
| الأرض المحتلة                          | منذ  | الدولة المحتلة                                 | دولة الاحتلال | الوضع |
| -------------------------------------- | ---- | ---------------------------------------------- | ------------- | --- |
| القدس الشرقية                          | 1967 | الأراضي الفلسطينية دولة فلسطين (أعلنت في 1988) | إسرائيل       | استولى عليها إبان حرب 1967 من الأردن؛ ضمت بحكم الأمر الواقع في 1980 من خلال قانون القدس |
| قطاع غزة                               | 1967 | الأراضي الفلسطينية دولة فلسطين (أعلنت في 1988) | إسرائيل       | استولى عليه إبان حرب 1967 من مصر؛ في عام 2005، سحبت إسرائيل قواتها العسكرية من قطاع غزة وهي لا تعتبر نفسها محتلة، إلا أن الأمم المتحدة لازالت تعتبرها قوة احتلال. تتحكم إسرائيل بمعابر غزة الحدودية معها فضلاً عن ساحلها ومجالها الجوي.            |
| هضبة الجولان                           | 1967 | سوريا                                          | إسرائيل       | استولى عليها إبان حرب 1967؛ ضمت بحكم الأمر الواقع في 1981 من خلال قانون هضبة الجولان |
| الضفة الغربية                          | 1967 | الأراضي الفلسطينية دولة فلسطين (أعلنت في 1988) | إسرائيل       | استولى عليها إبان حرب 1967 من الأردن؛ تدار من قبل الإدارة المدنية الإسرائيلية. اتفاقية أوسلو الثانية، التي وقعت رسمياً يوم 28 سبتمبر 1995 قسمت الضفة الغربية إلى المنطقة ج التي تديرها إسرائيل ومنطقة أ و ب التي تديرها السلطة الوطنية الفلسطينية. |
| الجزر الإماراتية                       | 1971 | الإمارات                                       | إيران         | استولت إيران على الجزر بسبب اطماع الموارد |
| قبرص الشمالية                          | 1974 | قبرص                                           | تركيا         | استولى عليها إبان الغزو التركي لقبرص؛ تدار تحت اسم جمهورية شمال قبرص التركية، دولة بدون أي اعتراف دولي |
| الصحراء الغربية                        | 1975 | الجمهورية العربية الصحراوية الديمقراطية        | المغرب        | استولى عليها إبان حرب الصحراء الغربية؛ ضمت بحكم الأمر الواقع؛ تدار كجزء من الأقاليم الجنوبية؛ تطالب بها الجمهورية العربية الصحراوية الديمقراطية، دولة تحظى باعتراف دولي محدود                                                                     |
| ترانسنيستريا                           | 1992 | مولدوفا                                        | روسيا         | استولى عليها إبان حرب ترانسنيستريا؛ تدار كجزء من جمهورية بريدنيستروفيه المولدافية، دولة تحظى باعتراف دولي محدود |
| كركي                                   | 1992 | أذربيجان                                       | أرمينيا       | استولى عليها إبان حرب ناغورنو قرة باغ؛ ضمت بحكم الأمر الواقع؛ تدار كجزء من محافظة أرارات |
| مرتفعات قرة باغ (والأراضي المحيطة بها) | 1994 | أذربيجان                                       | أرمينيا       | استولى عليها إبان حرب ناغورنو قرة باغ؛ تدار مرتفعات قرة باغ تحت اسم جمهورية مرتفعات قرة باغ، دولة تحظى باعتراف دولي محدود |
| برخودارلي                              | 1994 | أذربيجان                                       | أرمينيا       | استولى عليها إبان حرب ناغورنو قرة باغ؛ ضمت بحكم الأمر الواقع؛ تدار كجزء من محافظة تافوش |
| يوخاري إسكيبارا                        | 1994 | أذربيجان                                       | أرمينيا       | استولى عليها إبان حرب ناغورنو قرة باغ؛ ضمت بحكم الأمر الواقع؛ تدار كجزء من محافظة تافوش |
| آرتسواشن                               | 1994 | أرمينيا                                        | أذربيجان      | استولي عليها إبان حرب ناغورنو قرة باغ؛ ضمت بحكم الأمر الواقع؛ تدار كجزء من منطقة غدابيغ |
| أبخازيا                                | 2008 | جورجيا                                         | روسيا         | استولى عليها إبان الحرب الروسية الجورجية؛ تدار تحت اسم جمهورية أبخازيا، دولة تحظى باعتراف دولي محدود (انظر أراضي جورجيا المحتلة) |
| أوسيتيا الجنوبية                       | 2008 | جورجيا                                         | روسيا         | استولى عليها إبان الحرب الروسية الجورجية؛ تدار تحت اسم جمهورية أوسيتيا الجنوبية، دولة تحظى باعتراف دولي محدود (انظر أراضي جورجيا المحتلة) |
| القرم                                  | 2014 | أوكرانيا                                       | روسيا         | استولى عليها إبان التدخل العسكري الروسي؛ ضمت بحكم الأمر الواقع |
| أجزاء من محافظة حلب                    | 2016 | سوريا                                          | تركيا         | استولى الجيش التركي والقوات السورية المعارضة الموالية لتركيا على الأراضي الشمالية من محافظة حلب من خلال عملية درع الفرات، وعلى منطقة عفرين في عملية غصن الزيتون                                                                                   |

## انظر ايضًا
- حفظ السلام - عمليات انتشار عسكري لأغراض حفظ السلام
- ضم عسكري
- للإطلاع على قائمة بالدول التي انفصلت بشكل أحادي قائمة الدول ذات الاعتراف المحدود
- للإطلاع على الحالات حيث تكون الأراضي متنازع عليها بين دول قائمة النزاعات الإقليمية

## حواشي ومراجع
حواشي
1. ↑  On August 16, 1945 the Communist-dominated Polish government signed a treaty with the USSR to formally أراضي بولندا التي ضمها الاتحاد السوفيتي these territories.
2. ↑  On 17 June 1944, Iceland dissolved its union with Denmark and the Danish monarchy  [لغات أخرى]‏ and declared itself a republic  [لغات أخرى]‏.
3. ↑  On 7 July 1941, the defence of Iceland was transferred from Britain to the الولايات المتحدة.
4. 1 2 3 4 5 6 7 8 9  On March 26, 1949, the US department of State issued a circular letter stating that the Baltic countries were still independent nations with their own diplomatic representatives and consuls.[11]
5. 1 2 3 4 5 6 7 8 9  From Sumner Wells' declaration of July 23, 1940, that we would not recognize the occupation. We housed the exiled Baltic diplomatic delegations. We accredited their diplomats. We flew their flags in the State Department's Hall of Flags. We never recognized in deed or word or symbol the illegal occupation of their lands.[12]
6. ↑  إقليم غينيا الجديدة administered by Australia.
7. ↑  بقيت برلين رسمياً تحت الاحتلال عسكري لغاية 12 سبتمبر 1990 عندما وقعت معاهدة التسوية النهائية فيما يخص ألمانيا
8. 1 2 3  تحتل إسرائيل القدس الشرقية، الضفة الغربية وقطاع غزة منذ عام 1967.[18] دولة فلسطين، التي تطالب بهذه الأراضي، لم تعلن استقلالها حتى عام 1988. انظر إعلان الاستقلال الفلسطيني. وتعترف 136 دولة، بدولة فلسطين اعتباراً من نوفمبر 2015.[19]
9. ↑  في عام 2005, Israel disengaged its military forces from the Gaza Strip and no longer considers itself to be occupying the territory. However, in a Spokesperson's Noon Briefing" on 19 January 2012, Martin Nesirky, Spokesperson for the United Nations Secretary-General, stated "under resolutions adopted by both the Security Council and the General Assembly on the Middle East peace process, the Gaza Strip continues to be regarded as part of the Occupied Palestinian Territory. The United Nations will accordingly continue to refer to the Gaza Strip as part of the Occupied Palestinian Territory until such time as either the General Assembly or the Security Council take a different view."
10. ↑  لم تعلن الجمهورية العربية الصحراوية الديمقراطية استقلالها قبل 1976.

احتلالات عسكرية سابقة
1. ↑  انظر أيضًا الاحتلال الصربي لألبانيا
2. ↑  انظر أيضًا ألبانيا خلال الحرب العالمية الأولى#انسحاب صربي واحتلال نمساوي (شتاء 1915)
3. ↑  انظر أيضًا الاحتلال الروسي لغاليسيا الشرقية، 1914–15
4. ↑  انظر أيضًا محافظة بلجيكا العامة
5. ↑  انظر أيضًَا الجبهة الداخلية خلال الحرب العالمية الأولى#فرنسا
6. ↑  انظر أيضًا الاحتلال الألماني للوكسمبورغ خلال الحرب العالمية الأولى
7. ↑  انظر أيضًا الجبل الأسود#مملكة الجبل الأسود (1910–1918)
8. ↑  انظر أيضًا لوبلين#تاريخ
9. ↑  انظر أيضًا أوبر أوست
10. ↑  انظر أيضًا صربيا#حروب البلقان، الحرب العالمية الأولى ويوغوسلافيا الأولى
11. ↑  انظر أيضًا الاحتلال البلغاري لألبانيا
12. ↑  الآن دولة ناميبيا
13. ↑  انظر الجبهة الإيطالية (الحرب العالمية الأولى)#حملات 1915–1916
14. ↑  انظر احتلال إسطنبول واحتلال سميرنا.
15. ↑  انظر أيضًا مانشوكو
16. ↑  انظر أيضًا الحرب الصينية اليابانية الثانية
17. ↑  انظر أيضًا شانغهاي#تاريخ

مراجع
1. ↑  "Laws and Customs of War on Land (Hague IV); October 18, 1907". مؤرشف من الأصل في 2016-08-21. اطلع عليه بتاريخ 2016-01-19.
2. ↑  A Roberts (1990). "Prolonged Military Occupation: The Israeli-Occupied Territories Since 1967". Am. J. Int'l L.: 47.
3. 1 2  Eyāl Benveniśtî (2004). The international law of occupation. Princeton University Press. ص. xvi. ISBN:0-691-12130-3.
4. ↑  Eran Halperin, Daniel Bar-Tal, Keren Sharvit, Nimrod Rosler and Amiram Raviv (2005). "Socio-psychological implications for an occupying society: The case of Israel". Journal of Peace Research: 47, 59.{{استشهاد بدورية محكمة}}:  صيانة الاستشهاد: أسماء متعددة: قائمة المؤلفين (link)
5. ↑  Annexation refers to de jure Annexation or annexation as defined under international law.
6. ↑  David M. Edelstein (2010). "Occupational Hazards: Why Military Occupations Succeed or Fail". Journal of Peace Research: 47, 59.
7. ↑  Termination of War and Treaties of Peace. Phillipson. The Lawbook Exchange. 1916. ص. 10. ISBN:9781584778608. مؤرشف من الأصل في 2017-10-18. The difference between effective military occupation (or conquest) and annexation involves a profound difference in the rights conferred by each {{استشهاد بكتاب}}: الوسيط |الأول= يفتقد |الأخير= (مساعدة)صيانة الاستشهاد: آخرون (link)
8. ↑  The Politics of Military Occupation (بالإنجليزية). Stirk. Edinburgh University Press. 2009. p. 44. ISBN:9780748636716. Archived from the original on 2019-12-11. Retrieved 2023-12-03. The significance of the temporary nature of military occupation is that it brings about no change of allegiance. Military government remains an alien government whether of short or long duration, though prolonged occupation may encourage the occupying power to change military occupation into something else, namely annexation {{استشهاد بكتاب}}: الوسيط |الأول= يفتقد |الأخير= (help) and الوسيط غير المعروف |عنون= تم تجاهله (help)صيانة الاستشهاد: آخرون (link)
9. 1 2  Hugo Kerchnawe, Rudolf Mitzka, Felix Sobotka, Hermann Leidl, Alfred Krauss (1928). Die Militärverwaltung in den von den österreichisch-ungarischen Truppen besetzten Gebieten, Nide 4. مؤرشف من الأصل في 2016-04-25.{{استشهاد بكتاب}}:  صيانة الاستشهاد: أسماء متعددة: قائمة المؤلفين (link)
10. ↑  "Treaty of Lausanne". مؤرشف من الأصل في 2019-05-23. اطلع عليه بتاريخ 2016-01-19.
11. ↑  Feldbrugge, Ferdinand (1985). Encyclopedia of Soviet law. Martinus Nijhoff Publishers, Dordrecht. ص. 461. ISBN:90-247-3075-9. مؤرشف من الأصل في 2014-06-28.
12. ↑  قالب:يستشهد بيان صحفي
13. ↑  "Far East (Formosa and the Pescadores)". Hansard. U.K. Parliament. ج. 540. 4 مايو 1955. مؤرشف من الأصل في 2017-10-18. اطلع عليه بتاريخ 2010-09-01. The sovereignty was Japanese until 1952. The Japanese Treaty came into force, and at that time Formosa was being administered by the Chinese Nationalists, to whom it was entrusted in 1945, as a military occupation. {{استشهاد بدورية محكمة}}: الوسيط غير المعروف |رقم= تم تجاهله (مساعدة)
14. ↑  "1956: Jubilation as allied troops leave Suez". مؤرشف من الأصل في 2017-10-30. اطلع عليه بتاريخ 2016-01-19.
15. ↑  Philippe Rekacewicz. "The occupation of Sinai". مؤرشف من الأصل في 2017-08-30. اطلع عليه بتاريخ 2016-01-19.
16. ↑  "CONGO, DEMOCRATIC REPUBLIC OF THE". مؤرشف من الأصل في 2019-05-07. اطلع عليه بتاريخ 2016-01-19.
17. ↑  "Ethiopia Marks Yearlong Occupation in Somalia". مؤرشف من الأصل في 2016-06-24. اطلع عليه بتاريخ 2016-01-19.
18. ↑  "Palestinian territories - Timeline". 8 يوليو 2015. مؤرشف من الأصل في 2019-04-10. اطلع عليه بتاريخ 2016-01-19.
19. ↑  "Amid violence, 'glaring lack of hope,' UN deputy chief urges action to break Israeli-Palestinian impasse". UN News. 23 نوفمبر 2015. مؤرشف من الأصل في 2017-03-23. اطلع عليه بتاريخ 2016-01-19.